# Vinícius Tanque
Vinícius Rodolfo de Souza Oliveira, meglio noto come Vinícius Tanque (Queimados, 27 marzo 1995), è un calciatore brasiliano, attaccante del São José.

## Caratteristiche tecniche
È un centravanti.

## Palmarès

### Club

#### Competizioni nazionali
- Campionato brasiliano di seconda divisione: 1

Botafogo: 2015